# Peix de sorra japonès
El peix de sorra japonès (Arctoscopus japonicus) és una espècie de peix marí pertanyent a la família dels tricodòntids i l'única del gènere Arctoscopus.

## Etimologia
Arctoscopus prové dels mots grecs arktos (ós) i skope (protegir, vigilar), mentre que japonicus fa referència al Japó.

## Descripció
Fa 30 cm de llargària màxima (tot i que, normalment, en fa 14) i 200 g de pes.

## Reproducció
Els ous són dipositats en el fons marí i tenen forma esfèrica.

## Alimentació
A Rússia es nodreix de peixos ossis, amfípodes, crustacis bentònics, bivalves i Euphausiidae. El seu nivell tròfic és de 3,41.

## Hàbitat i distribució geogràfica
És un peix marí i batidemersal (entre 0 i 550 m de fondària), el qual viu al Pacífic nord (67°N-32°N): els fons sorrencs i fangosos des de les illes Aleutianes fins a la mar d'Okhotsk i el Japó, incloent-hi Rússia, la península de Corea, la mar de Bering, el corrent de Kuroshio i el mar del Japó.

## Observacions
És inofensiu per als humans, el seu índex de vulnerabilitat és de baix a moderat (31 de 100), la seua longevitat és de 6 anys i és criat de manera comercial al Japó.